# Politika bílé Austrálie

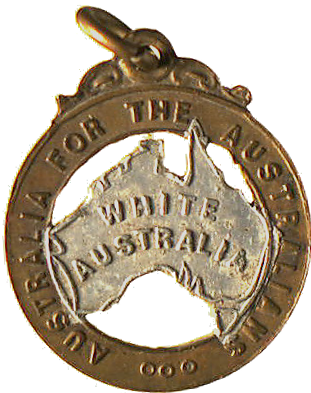
Odznak z roku 1910

Politika Bílé Austrálie byl soubor úředních opatření a zákonů, jehož cílem bylo zabránit imigraci neevropského nebělošského obyvatelstva do Austrálie. Především měl zabránit průniku Asiatů (především Číňanů) a obyvatelů tichomořských ostrovů. Politika souvisela se sepjetím australské identity s Británií, právě imigrace z Británie byla podporována a preferována. Již před vznikem Australské federace (1901) přijaly jednotlivé kolonie řadu protičínských imigračních zákonů, federace pod vedením Alfreda Deakina pak zavedla opatření tzv. diktátového testu, v němž imigrant musel prokázat vynikající znalost angličtiny. Tato politika omezila přistěhovalectví nejen nebělošské, ale stala se překážkou i pro lidi z Německa, Itálie a dalších evropských zemí. Politiku bílé Austrálie vždy silně podporovalo odborové hnutí a levice, neboť v ní viděly zbraň proti dovozu pracovníků ochotných pracovat za nízkou mzdu. To také udělalo z australské dělnické třídy jednu z nejbohatších a nejzabezpečenějších v západním světě. Ještě během druhé světové války premiér John Curtin zdůrazňoval, že Austrálie "zůstane předsunutou základnou britské rasy." Od roku 1949 však začala být politika bílé Austrálie pozvolna odstraňována. Test diktátu byl zrušen roku 1958. Proces vyvrcholil v roce 1973, kdy labouristická vláda Gougha Whitlama odstranila poslední omezení australských imigračních zákonů. V roce 1975 bylo jakékoli rasové hledisko dokonce postaveno mimo zákon a multikulturalismus se stal oficiální státní ideologií. To vedlo poměrně brzy k rasové proměně australské společnosti. Od roku 2011 již není Británie největším zdrojem přistěhovalců do Austrálie. V roce 2016 mělo již 5,6% obyvatel Austrálie čínský původ, 2,8% indický, 1,4% vietnamský, 1,4% filipínský a 1% libanonský.